# 聖伊莎貝爾 (聖保羅州)

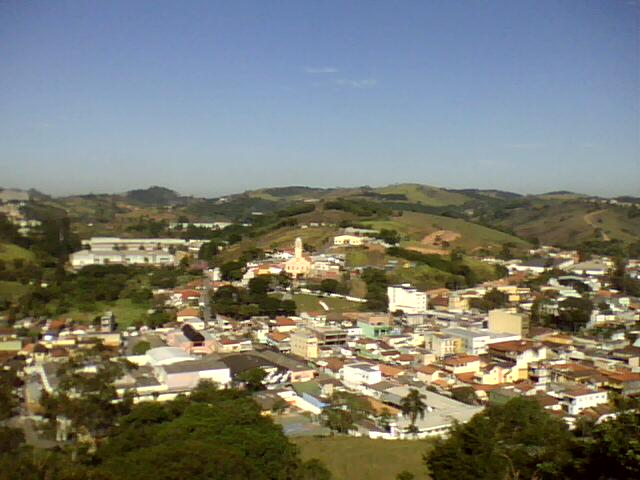

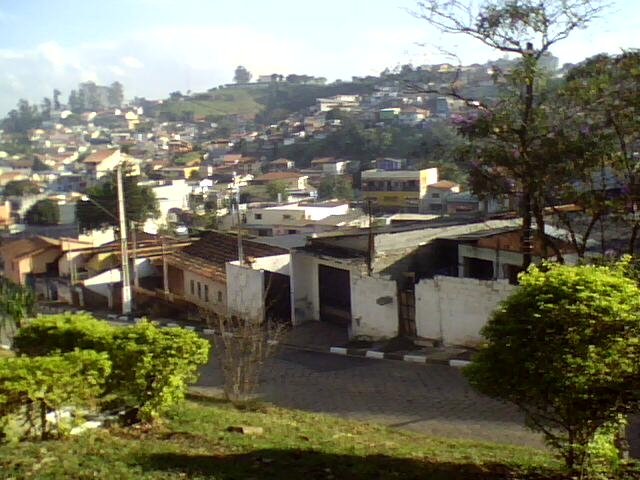

聖伊莎貝爾（葡萄牙語：Santa Isabel），是巴西的城鎮，位於該國南部，由聖保羅州負責管轄，始建於1832年7月10日，面積361平方公里，海拔高度655米，2010年人口50,464，人口密度每平方公里139.6人。